# Brigitte Kraus
Brigitte Kraus (Alemania, 12 de agosto de 1956) fue una atleta alemana, especializada en la prueba de 3000 m en la que llegó a ser subcampeona mundial en 1983.

## Carrera deportiva
En el Mundial de Helsinki 1983 ganó la medalla de plata en los 3000 metros, con un tiempo de 8:35.11 segundos, llegando a la meta tras la estadounidense Mary Decker y por delante de la soviética Tatyana Kovalenko-Kazankina.